# Figura św. Kingi w Dębnie
Figura św. Kingi – prawdopodobnie najstarsza figura św. Kingi w Polsce, znajdująca się na niewielkim pagórku, kilkaset metrów od zamku w Dębnie.
Ufundowana została przez Annę Tarłową w 1725 roku. Przedstawia kobietę odzianą w strój klaryski, która trzyma w złożonych rękach krzyż. Na piedestale pomnika znajduje się płasko rzeźbiony motyw chrztu świętego Weroniki z twarzą Chrystusa. W otoku ornamentów roślinnych  znajduje się pod koroną tarcza z herbem Topór. W czterech rogach tarczy herbowej widnieją litery ATKK, które oznaczają Annę Tarłową kuchmistrzynię koronną.
Figura jest częścią zabytkowej alejki parkowej (nr rej.: A-108/M z 14.09.2007), która wchodzi w skład zabytkowego zespołu zamkowego (nr rej.: 29 z 20.04.1968).

## Galeria

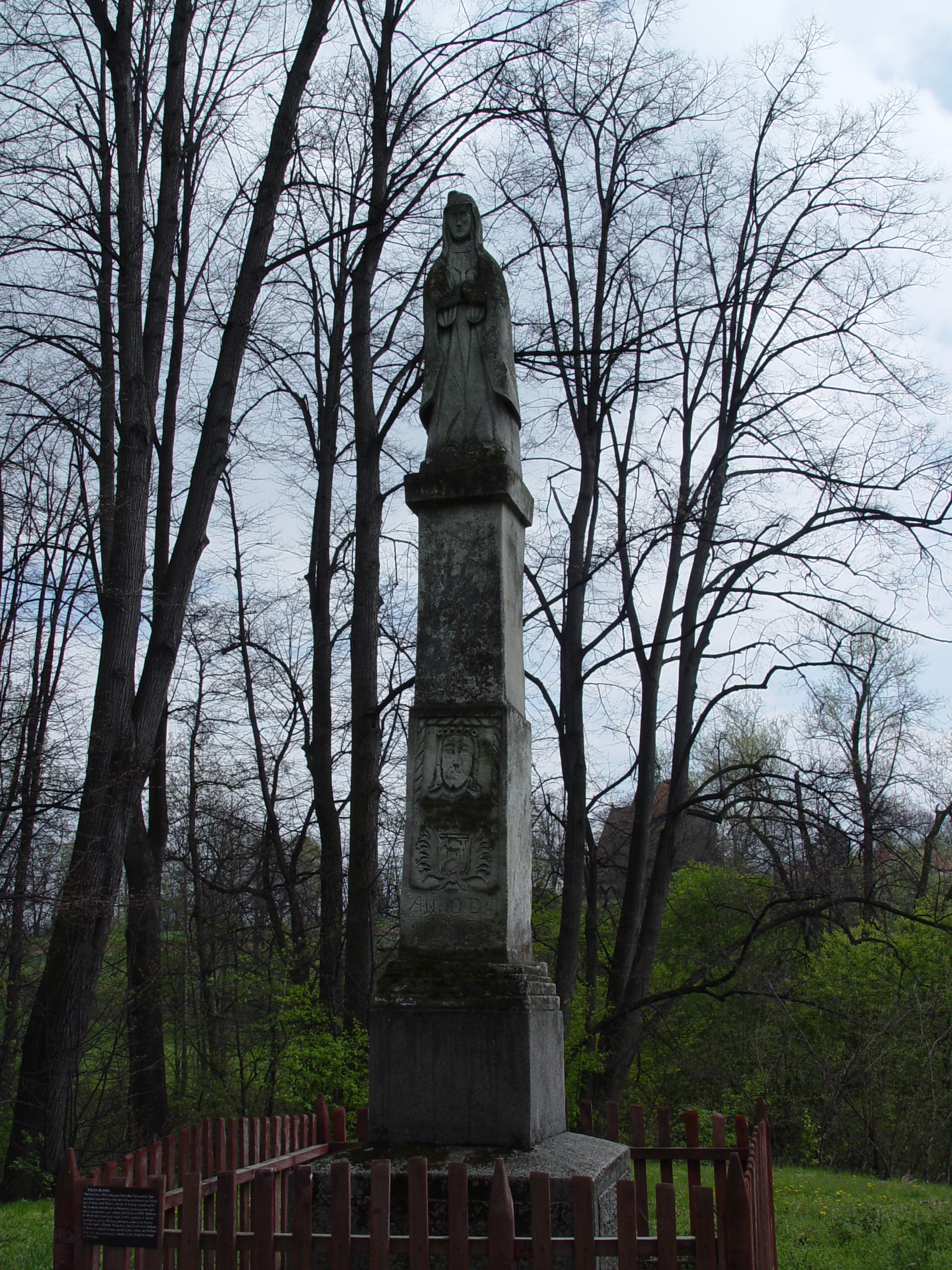
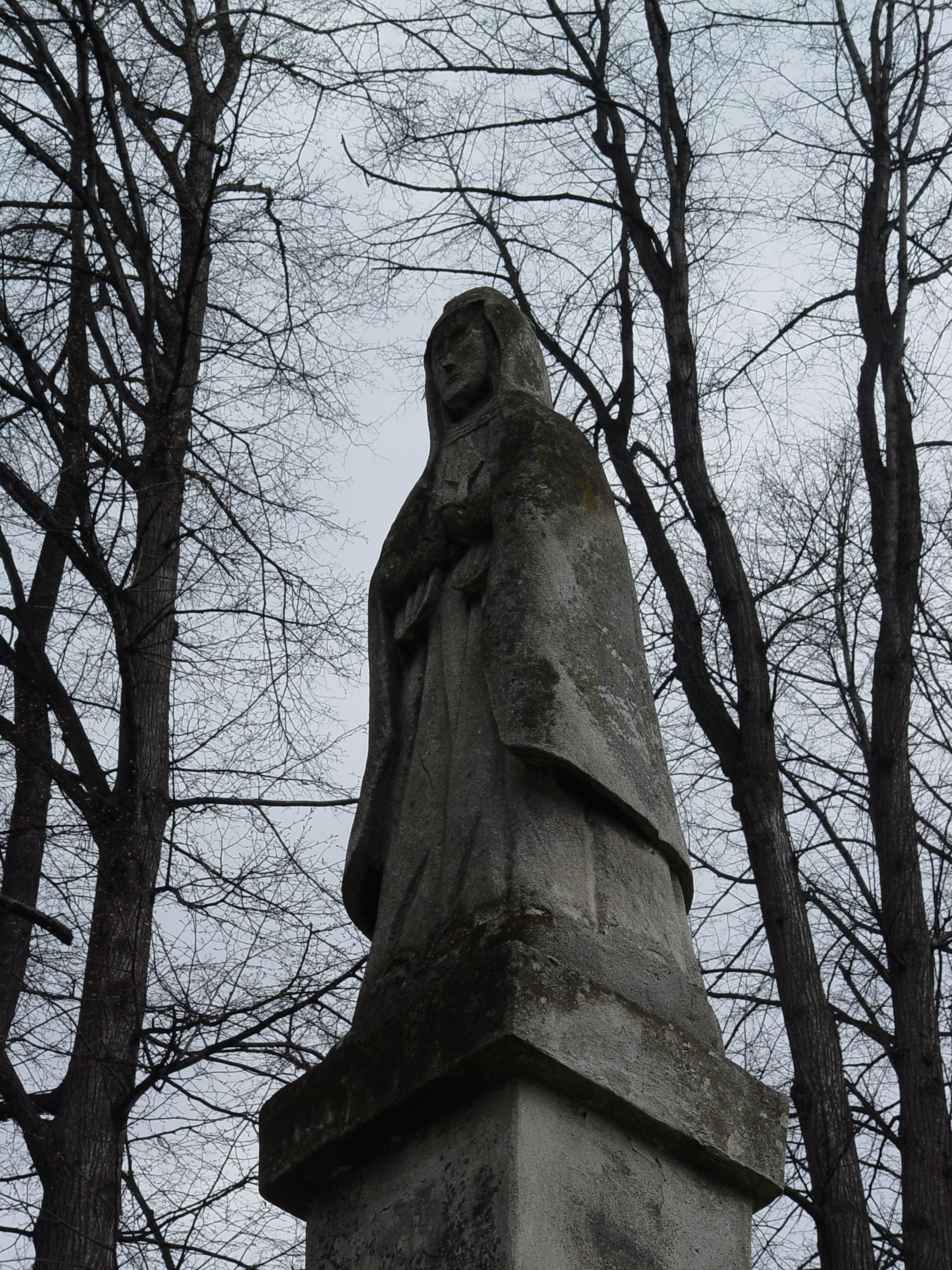